# Синдикат-2 (фильм)
«Синдикат-2» — 6-серийный советский цветной художественный фильм 1981 года по документальному роману Василия Ардаматского «Возмездие», в котором изложена история операции «Синдикат-2», проведённой чекистами в 1922—1924 годах. Ремейк фильма «Крах» 1968 года.

## Сюжет
Фильм основан на реальных событиях. За границей и в СССР действует подпольная контрреволюционная организация, возглавляемая известным террористом Борисом Савинковым. Агенты Савинкова проводят в СССР теракты, но его главная цель — свержение политической власти в Москве и освобождение России от большевиков. С начала 1920-х годов чекисты проводят операции ОГПУ по обезвреживанию Бориса Савинкова и членов его контрреволюционной организации. Чекисты во главе с Артузовым продумывают хитроумную операцию по выманиванию на территорию СССР самого Савинкова и его аресту. Чекисты докладывают Феликсу Дзержинскому о ходе операции и совместными действиями создают хитроумную приманку — легендированное антибольшевистское подполье. Сначала чекисты проводят операцию по выманиванию на территорию СССР белогвардейского офицера Фомичёва — агента Савинкова. После встреч в СССР с легендированными чекистами-подпольщиками Фомичёв убеждается в том, что антибольшевистское подполье действует и докладывает о подполье Савинкову. Но недоверчивый Савинков требует больше активных действий от савинковцев, членов его контрреволюционной организации. В ходе встреч савинковцев с легендированными чекистами через некоторое время удается заманить самого Савинкова и его любовницу Любовь Деренталь в СССР. Здесь контрреволюционная организация Савинкова подвергается полному разгрому.

## В ролях
- Михаил Козаков — Феликс Дзержинский
- Евгений Лебедев — Борис Савинков
- Антанас Барчас — Менжинский (озвучивает Михаил Глузский)
- Андрей Мартынов — Фёдоров
- Борис Соколов — Артузов
- Родион Александров — Луначарский
- Юрий Волков — Философов
- Юрис Каминскис — Александр Деренталь
- Наталья Фатеева — Любовь Деренталь
- Карлис Зушманис — Демиденко
- Анатолий Скорякин — Сыроежкин
- Пётр Шелохонов — агент Фомичёв
- Владимир Андреев — Шешеня
- Игорь Горбачёв — Василий Ульрих
- Николай Олялин — Сергей Павловский
- Валерий Рыжаков — Пузицкий
- Гирт Яковлев — Роман Пиляр
- Харий Лиепиньш — Сидней Рейли
- Игорь Тихоненко — Локкарт
- Всеволод Шиловский — Шевченко
- Андрей Галушко — Панкин
- Освальд Кубланов — Гакье
- Александр Аржиловский — савинковец
- Елена Антоненко — Зося
- Паул Буткевич — Крикман
- Янис Мелдерис — Пинка
- Герман Колушкин — Буков
- Леонид Неведомский — Зекунов
- Игорь Стариков — Иванов
- Агрий Аугшкап — Кейт
- Никита Подгорный — Керенский
- Михаил Фёдоров — Лавр Корнилов
- Броне Мария Брашките — агент ВЧК
- Борис Гусаков — Еськов

## Награды
- Фильм был отмечен Государственной премией РСФСР им. братьев Васильевых за 1983 год.

## На DVD
- Фильм «Синдикат-2» на DVD, Творческое объединение «Экран»
- Фильм «Синдикат-2» // Кино СССР